# Субиянто, Агус
Агус Субиянто — индонезийский генерал, занимающий должность командующего Национальных вооруженных сил Индонезии. Назначен президентом Индонезии Джоко Видодо в ноябре 2023 года, после отставки адмирала Юдо Маргоно.

## Биография
Родился 5 августа 1967 года. Мать бросила его в 5 лет, рос с отцом и братом. Потерял отца, когда учился во втором классе старшей школы. После этого жил с мачехой и младшими братьями.
За период военной службы занимал командные должности на региональном и республиканских уровнях.
После окончания средней школы в 1986 году сдал экзамен в школе кандидатов в унтер-офицеры Кодам III/Силиванги. По результатам экзамена пройти в школу не смог, но ему порекомендовали поступить в Школу кандидатов в офицеры без экзамена. Но Агус решил пойти работать охранником в торговом центре Internusa Mall в Богоре, но его отказались туда устраивать. В 1988 году Агус Субиянто успешно сдал вступительный экзамен в Индонезийскую военную академию. Агус окончил академию в 1991 году с лучшими оценками в провинции Западная Ява.
В 2021—2022 гг. командовал дивизией «Силиванги», в 2022 году занял должность начальника службы безопасности президента. Был назначен заместителем начальника штаба Сухопутных войск, начальником штаба в 2023 году и в этом же году командующим Национальных вооруженных сил Индонезии.

## Деятельность
Провел реформу Командования стратегического резерва Индонезии (KOSTRAD).
Занимается решением вопросов, связанных с развитием и совершенствованием сухопутных войск Национальных вооруженных сил Индонезии.

## Личная жизнь
Женат, имеет двоих детей.
Увлекается парашютном спортом. Победитель ряда турниров.